# Massacre de Danguèrè Wotoro
Le massacre de Danguèrè Wotoro est commis dans la nuit du 1er au 2 mars 2022, pendant la guerre du Mali.

## Prélude
Le 20 février, plusieurs arrestations sont signalées dans les environs de Niono. Selon Jeune Afrique, les personnes interpellées revenaient d'une foire. RFI indique qu'à Nampala, Akoumbou, Tangabé, Dianwéli, « de nombreux témoins nous racontent que les Famas passent de villages en villages avec arrestations, exécutions sommaires et pillages ».

## Déroulement
Le massacre est commis dans la nuit du 1er au 2 mars, près du village de Danguèrè Wotoro,, dans la commune de Dogofry, à environ 11 kilomètres au nord de Diabaly, dans le cercle de Niono.
Le charnier est découvert le 2 mars par des habitants de la région et les images circulent sur les réseaux sociaux,. Les corps sont retrouvés brûlés et entassés les uns sur les autres. Plusieurs ont les mains liées dans le dos et les yeux bandés,,. Selon le témoignage d'un villageois à Human Rights Watch : « Les corps étaient allongés en plusieurs groupes, sous des arbres, en plein soleil. La tête de certains semblait indiquer qu’ils avaient reçu une balle ; d’autres avaient la poitrine perforée. Leurs vêtements étaient brûlés et certains avaient les mains liées et les yeux bandés ». 
Les victimes sont identifiées comme étant des Peuls, une communauté souvent assimilée aux djihadistes par des militaires maliens. 
L'ONG Human Rights Watch recueille notamment le témoignage d'un homme arrêté par les militaires maliens et détenu au camp militaire de Diabaly : 

« Je faisais partie des 16 commerçants arrêtés par l’armée dans un marché au bétail à la mi-février, et pendant que j’étais détenu au camp militaire de Diabaly, de nombreux autres prisonniers sont arrivés. Moi et un grand nombre d’autres hommes avons été terriblement tabassés par des militaires maliens et quelques soldats blancs qui parlaient une langue que je n’avais jamais entendue. … Beaucoup d’entre nous avons été torturés. Un jour, un prisonnier a réussi à s’évader, ce qui a enragé les militaires. Ce soir-là, ils [les militaires] sont venus dans la zone close où nous étions détenus en déclarant : « Cette cellule est trop bondée ; nous devons réduire le nombre de personnes sinon d’autres parmi vous vont s’échapper. » Je ne sais pas selon quels critères certains hommes ont été choisis mais on aurait dit qu’ils prenaient les plus faibles, ceux qui avaient une fracture au bras ou à la jambe, ceux qui avaient perdu espoir ; ils leur ont ordonné de monter dans les camions. Un vieillard était tellement affaibli qu’il s’est effondré alors qu’il s’approchait du véhicule… et les militaires l’ont simplement ramassé et jeté à l’intérieur du camion comme un sac de riz. »

## Bilan humain
Le 5 mars, RFI indique que le bilan du massacre est de 35 à 37 tués d'après des sources locales. Dans un rapport daté du 15 mars, Human Rights Watch donne un bilan d'au moins 35 morts. 

## Suites
Le 8 mars, les djihadistes du Groupe de soutien à l'islam et aux musulmans revendiquent l'attaque de Mondoro, où 27 à 50 militaires maliens trouvent la mort, et affirment avoir mené cet assaut pour venger les victimes du massacre de Dogofry.
Le 17 mars 2022, les médias français Radio France internationale et France 24 sont interdits par la junte après que ceux-ci ont relayé les implications dans le meurtre de civils de l'armée malienne et du Groupe Wagner.

## Enquête
Les habitants de la région accusent rapidement l'armée malienne d'être responsable du massacre, ce que celle-ci dément. Dans un communiqué publié le 5 mars, l'état-major général des armées évoque une « vidéo montée de toutes pièces » et déclare qu'il « se porte totalement en faux contre ces allégations qui sont de nature à jeter le discrédit sur les Fama, respectueuses des droits de l’homme et du droit international humanitaire. Les Fama ne sauraient être responsables d’une telle abjection et ces informations constituent de la désinformation ».
Cependant le 11 mars, la Mission multidimensionnelle intégrée des Nations unies pour la stabilisation au Mali (MINUSMA) publie un rapport attribuant la responsabilité de ce massacre à l'armée malienne et aux mercenaires russes du Groupe Wagner.